# Olivier Vandecasteele

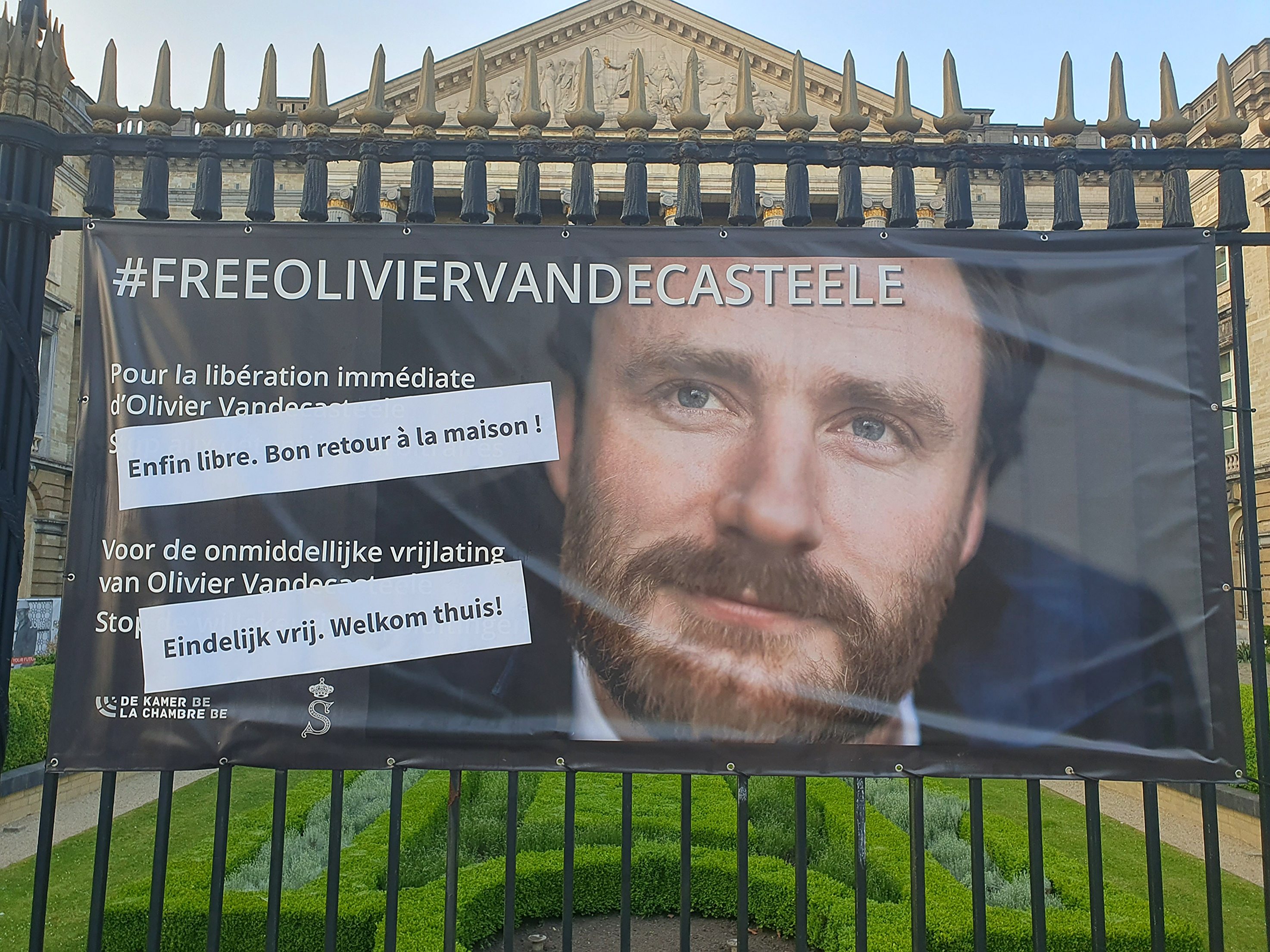
Affiche van #freeoliviervandecasteele in Brussel (26 mei 2023)

Olivier Vandecasteele (Doornik, 19 januari 1981) is een Belgische humanitaire hulpverlener die op 24 februari 2022 werd aangehouden in Iran zonder aanklachten. In januari 2023 werd hij er in een schijnproces veroordeeld tot 40 jaar gevangenisstraf, 74 zweepslagen en 1 miljoen dollar boete. Belgische overheidsinstanties uitten al snel het vermoeden dat de Iraanse autoriteiten Vandecasteele wilden gebruiken voor een gevangenenruil met de in België veroordeelde en gevangen Iraanse terrorist Assadollah Assadi. Eind mei 2023 ging die ruil effectief door in de Golfstaat Oman, waardoor Vandecasteele vrijkwam na 455 dagen gevangenis. In 2024 richtte hij "Protect Humanitarians" op, een NGO die pleit voor een betere bescherming van humanitair personeel in conflictlanden.

## Carrière
Vandecasteele werkte voor verscheidene internationale humanitaire organisaties, waaronder Médecins du Monde, de Norwegian Refugee Council (NRC) en Relief International. Hij werkte in India, Afghanistan en Mali. In Iran werd Vandecasteele landelijk directeur achtereenvolgens voor NRC vanaf 2015 en voor Relief International van 2020 tot juli 2021. Met NRC verbeterde hij de levensomstandigheden van Afghaanse vluchtelingen in Iran. Bij Relief International coördineerde hij de humanitaire hulp tijdens de COVID-19 pandemie.

## Detentie in Iran

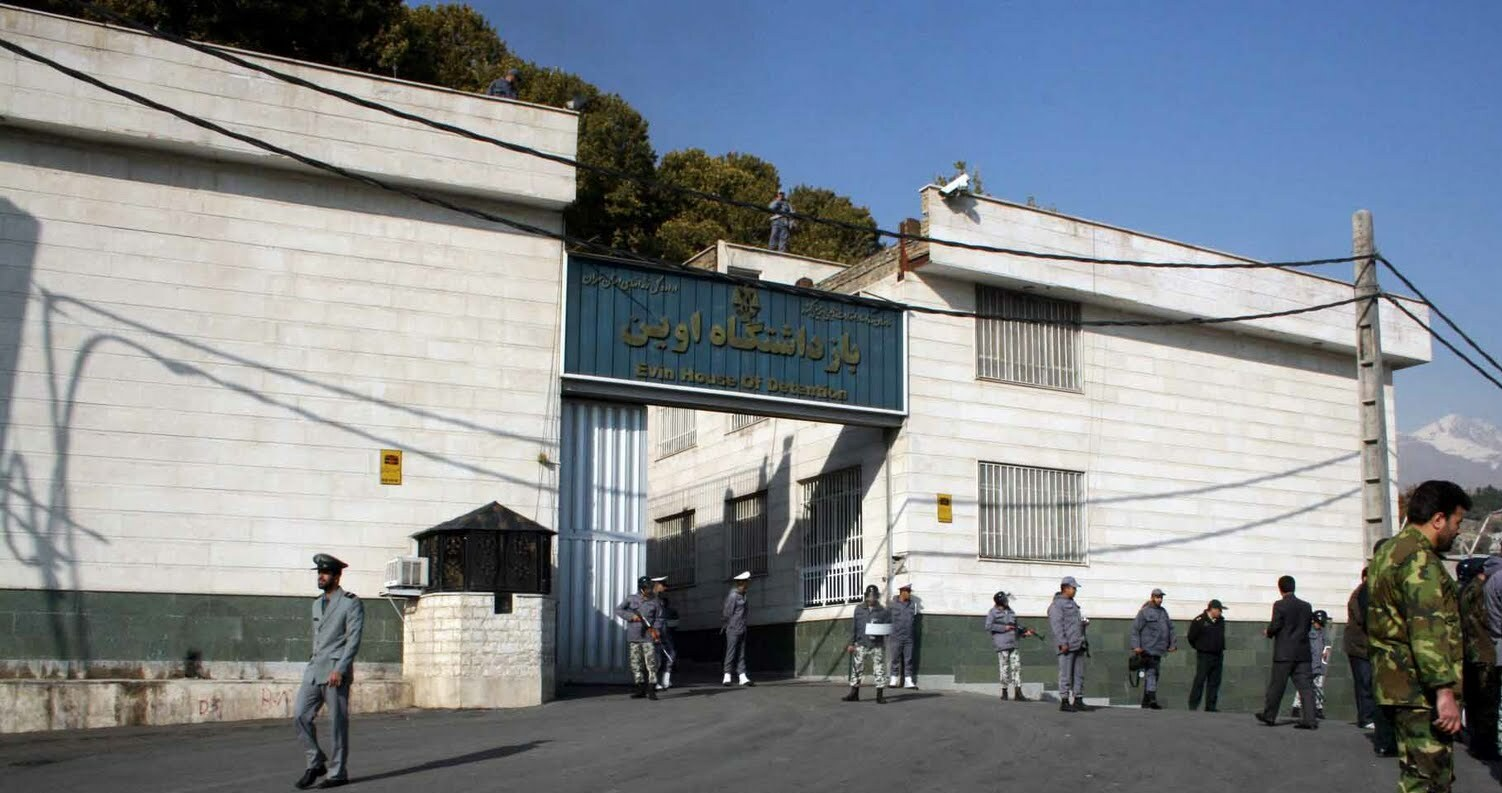
Evin-gevangenis in Iran

Begin 2022 reisde Vandecasteele vanuit België terug naar Iran voor enkele dagen met een toeristenvisum om er enkele zaken van zijn voorgaand verblijf af te handelen. Daar werd hij op 24 februari 2022 zonder redenen gearresteerd en opgesloten in een isolatiecel van de beruchte Evin-gevangenis voor politieke gevangenen. In juli 2022 werd zijn arrestatie wereldwijd bekend. Verscheidene acties in België en daarbuiten werden georganiseerd om hem vrij te krijgen. Zijn familie en vrienden startten een online petitie met de eis aan Iran hem vrij te laten. Steden zoals Kortrijk, Doornik en Lyon hingen spandoeken op met de vraag die petitie te tekenen. Er werden demonstraties georganiseerd in onder meer Brussel, Amsterdam en Parijs. Talrijke Belgische gemeentebesturen stemden moties om te ijveren voor de vrijlating. Van november 2022 tot januari 2023 was Vandecasteele in hongerstaking tegen zijn slechte behandeling in de gevangenis.
In december 2022 verklaarde de Belgische overheid dat Vandecasteele door Iran was veroordeeld tot 28 jaar gevangenisstraf. In januari 2023 meldden Iraanse media dat zijn straf was verzwaard tot 40 jaar cel, met 74 zweepslagen en 1 miljoen dollar boete. Hij was schuldig bevonden aan collaboratie met vijandige regeringen, spionage, het witwassen van geld en geldsmokkel. Vandecasteele ontkende alle aanklachten tegen hem. Tijdens zijn schijnproces werd hij niet bijgestaan door een advocaat.
Belgisch federaal minister van Justitie Vincent Van Quickenborne verklaarde dat de beschuldiging van spionage niet op feiten berustte. De Belgische regering beschouwde hem altijd als onschuldig en een gijzelaar van Iran. Volgens de Belgische Staatsveiligheid wou de Iraanse overheid Vandecasteele ruilen met Assadollah Assadi, een Iraans diplomaat die in België sinds 2018 gevangen zit. Op 4 februari 2021 veroordeelde het Belgisch gerecht Assadi tot 20 jaar gevangenis wegens poging tot moord en terrorisme. Hij en drie medeplichtigen wilden in 2018 een bomaanslag plegen op een congres in Parijs van de Iraanse Volksmoedjahedien (MEK), een verzetsbeweging tegen de Iraanse overheid.
In juli 2022 sloten België en Iran een verdrag af, gekend als de Irandeal, dat uitwisselen van gevangenen tussen beide landen mogelijk maakt. Een aantal partijen, waaronder de Frans-Colombiaanse politica Íngrid Betancourt en de Nationale raad voor het Verzet in Iran vochten het verdrag gerechtelijk aan. Na verschillende gerechtelijke stappen verklaarde het Belgisch Grondwettelijk Hof begin maart 2023 de Irandeal grondwettelijk. Op 18 april 2023 trad het verdrag in werking en verzocht de Belgische overheid officieel aan Iran de overbrenging van Vandecasteele.

## Vrijlating
De gevangenenruil van Vandecasteele met Assadi kreeg van de Belgische overheid de naam "Operatie Blackstone" mee. Uit vrees voor een lange gerechtelijke procedureslag en een doodvonnis tegen Vandecasteele werd niet de Irandeal maar artikel 167 van de Belgische Grondwet gebruikt om de ruil te realiseren. De Golfstaat Oman bemiddelde in de onderhandelingen met Iran op vraag van de Belgische koning Filip, die goede relaties onderhoudt met de sultan van Oman Haitham bin Tarik.
Op 26 mei 2023 werden beide gevangenen respectievelijk uit Teheran en Brussel naar de Omaanse hoofdstad Muscat gevlogen, waar de ruil doorging. Een fel vermagerde Vandecasteele werd er opgevangen door een team van Belgische militairen, diplomaten en een medische team. Dezelfde dag, na een medische check-up, vloog hij met een Belgisch militair vliegtuig terug naar België, waar hij verwelkomd werd door zijn familie en enkele ministers van de Belgische regering. Op 30 mei ging Vandecasteele op audiëntie bij koning Filip in het Kasteel van Laken, waar hij zijn persoonlijke relaas deed over de 455 dagen in Iraans gevangenschap.
Assadi werd in Iran, waar hij onschuldig wordt geacht, op de lokale staatstelevisie als een held ontvangen. De Iraanse oppositie in het buitenland veroordeelde de gevangenenruil als een toegeving aan chantage.
Operatie Blackstone zorgde een week later ook voor de vrijlating uit Iran van een Deense en twee Iraans-Oostenrijkse gevangenen. De Deense burger werd eind 2022 gearresteerd voor deelname aan de betogingen voor vrouwenrechten. De twee Iraans-Oostenrijkse burgers waren Massoud Mossaheb, die in januari 2019 werd gearresteerd en zakenman Kamran Ghaderi, die in januari 2016 werd opgepakt. Beiden waren veroordeeld tot tien jaar cel voor spionage.

## Protect Humanitarians
In maart 2024 gaf Vandecasteele het startsein voor zijn initiatief "Project Humanitarians", een NGO die ten dienste staat van humanitaire werkers in nood. Het project is een platform voor belangenbehartiging en bewustmaking met als doel hen beter te beschermen, bijvoorbeeld door te zorgen voor media-aandacht bij een ontvoering van een humanitaire medewerker. Daarnaast geeft het project medische, psychologische en juridische ondersteuning aan humanitaire werkers die tijdens hun werk slachtoffer werden van kritieke incidenten zoals zwaar fysiek geweld. Hiervoor werd een fonds opgezet in samenwerking met de Koning Boudewijnstichting uit België, die het fonds beheerd. Daarnaast wil Project Humanitarians de straffeloosheid van daders van de incidenten bestrijden.

## Trivia
- Operatie Blackstone is een verwijzing naar de Britse jurist-politicus William Blackstone, die het principe huldigde dat het beter is dat tien schuldigen ontsnappen, dan dat er één onschuldige moet lijden.